# Kościół św. Faustyny w Grodzisku Wielkopolskim
Kościół Świętej Faustyny w Grodzisku Wielkopolskim – rzymskokatolicki kościół parafialny znajdujący się w Grodzisku Wielkopolskim na Osiedlu Wojska Polskiego.

## Historia
Świątynia zbudowana została w latach 2001/2002 na największym osiedlu mieszkaniowym w mieście. Jest najnowszym kościołem katolickim w Grodzisku Wielkopolskim, stanowi siedzibę Parafii pw. Św. Faustyny. 26 kwietnia 2006 zatwierdzono projekt rozbudowy kościoła, która polegała na dobudowaniu do budynku kościelnego rotundy. Dzięki temu  jego powierzchnia powiększyła się o 220 m². 7 października 2006 pod przewodnictwem ks. bp. Zdzisława Fortuniaka odbyła się uroczystość złożenia w centralnym miejscu świątyni relikwii św. Faustyny Kowalskiej przekazanych z Sanktuarium w Łagiewnikach. W dniu 22.11.2020 poświęcono przed kościołem figurę Michała Archanioła.